# Ур (річка)
Ур (люксемб. Our, фр. Our, нім. Our)  — річка в Бельгії, Великому герцогстві Люксембург і Німеччині. Бере початок у бельгійській комуні Бюллінген, що на сході країни. По річці проходить частина бельгійсько-німецького і люксембурзько-німецького кордонів. Впадає в річку Зауер біля комун Валлендорф (земля Рейнланд-Пфальц, Німеччина) і Валлендорф-Понт (Люксембург). Довжина річки — 96,1 км (за іншими даними — 78 км).

## ГАЕС
На річці побудовано греблю, якою створено нижній резервуар ГАЕС Віанден.